# Ute Park
Ute Park è un census-designated place (CDP) degli Stati Uniti d'America della contea di Colfax nello Stato del Nuovo Messico. La popolazione era di 71 abitanti al censimento del 2010. In precedenza era parte del Maxwell Land Grant.
Ute Park si trova sulla U.S. Route 64 tra Cimarron ed Eagle Nest, appena ad est del Cimarron Canyon State Park.
Nel 1921, la Guida al Nuovo Messico (Guide to New Mexico) la descriveva così:
La St. Louis, Rocky Mountain, and Pacific Railway chiuse il ramo ferroviario di Ute Park intorno al 1942. Alcune parti del diritto di passaggio sono ancora visibili, ma la maggior parte delle strutture ferroviarie sono state rimosse.

## Geografia fisica
Secondo lo United States Census Bureau, il CDP ha una superficie totale di 8,79 km², dei quali 8,79 km² di territorio e 0 km² di acque interne (0% del totale).

## Società

### Evoluzione demografica
Secondo il censimento del 2010, la popolazione era di 71 abitanti.

### Etnie e minoranze straniere
Secondo il censimento del 2010, la composizione etnica del CDP era formata dall'84,51% di bianchi, lo 0% di afroamericani, l'1,41% di nativi americani, lo 0% di asiatici, lo 0% di oceanici, il 9,86% di altre razze, e il 4,23% di due o più etnie. Ispanici o latinos di qualunque razza erano il 26,76% della popolazione.